# Chleuasme
Ne doit pas être confondu avec Chloasme.
Le chleuasme (du grec χλευασμός / khleuasmós, « ironie, sarcasme ») est un procédé rhétorique consistant à se déprécier par fausse modestie pour tenter de mieux convaincre ou pour recevoir des éloges (pêche aux compliments). Cette figure de rhétorique est régulièrement utilisée (personne qui n'a pas confiance en elle, responsable qui se dévalorise, copain qui a commis une erreur et qui s'auto-flagelle) afin de remporter la sympathie de son auditoire.
Figure d'antiphrase proche de l'astéisme, le chleuasme est à distinguer de la prétérition (fait de parler de quelque chose en disant qu'on ne va pas en parler), et de l'hyperchleuasme (sorte de chleuasme à prendre en fait au pied de la lettre : donc un aveu fondé, mais présenté de façon que l'auditeur n'y donnera pas crédit).
Il ne faut pas le confondre avec le chiasme, qui consiste à croiser des éléments dans une phrase.

## Exemples
Il s'agira par exemple de commencer un discours sur un sujet délicat, dont on est connu comme un spécialiste peu contesté, en disant : « Je n'y connais pas grand-chose et je ne peux guère que contribuer à poser le problème. » En se dépréciant, celui qui emploie le chleuasme espère attirer sur lui au moins la confiance, au mieux la sympathie active de celui qui l'écoute.
Autre exemple : « Moi qui suis vraiment laid... ». La personne qui a dit cela est bien évidemment consciente qu’elle est belle, et que son public la complimentera.
Le terme est utilisé par Démosthène et quelques autres rhéteurs grecs. Ce procédé sera ensuite utilisé par des auteurs comme Voltaire, par exemple dans Candide (1759) : « Candide qui tremblait comme un philosophe » (chapitre III).